# بهبهانی (محله)

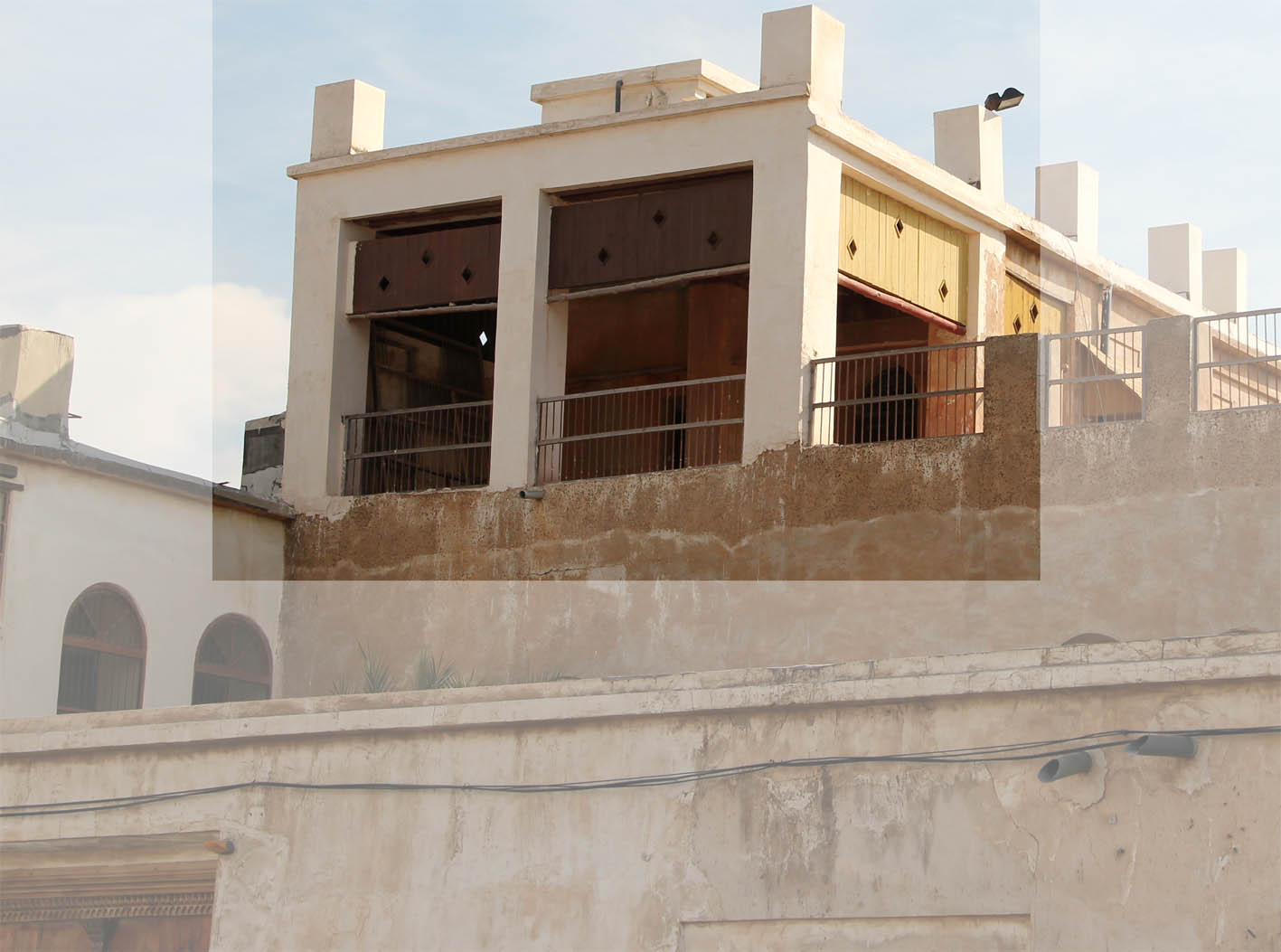
عمارت گلشن (محله بهبهانی بوشهر)

بهبهانی، یکی از محله‌های قدیمی بندر بوشهر است.
محله بهبهانی از نام بازرگانان، تجار و علمایی گرفته شده که در قرن ۱۲ و ۱۳ هجری قمری از منطقه بهبهان مهاجرت کرده و در این شهر سکنی گزیده‌اند. بوشهر از آغاز فعالیت بندری و شهری، دارای رونق اقتصادی بسیار بوده از این جهت تجار و کسبه از نقاط مختلف کشور به این شهر روی می‌آوردند و حجره و تجار خانه خود را تأسیس می‌نمودند. مسجد حاجی بابا حاجی که از یاد بودهای مرحوم حاج یحیی بابا حاجی پدر مرحوم آقا علی بابا حاجی است در این محله قرار دارد. خاندان آیت‌الله بلادی مجتهد بزرگ بوشهری از بدو ورود از بهبهان در این محله ساکن بوده و هستند. عمارات تجار و معاریف قدیم حاج محمد باقر بهبهانی، عمارت سید حسین بلدیه تاجر بوشهری و اولین شهردار بوشهر عمارت سید جعفر طبیب، گلشن و ایرانی هم در این محله واقع است.
اماکن مهم
- مسجد باباحاجی
- مسجد کوفه
- حسینیه علم بلادی
- عمارت گلشن
- عمارت کمندی
- عمارت ایرانی
- موزه مردم‌شناسی
- خانه طبیب